# Distretto di İskilip
Il distretto di İskilip (in turco İskilip ilçesi) è uno dei distretti della provincia di Çorum, in Turchia.